# Sidste nat
|  | Denne artikel er oprettet af botten PalnaBot ud fra en ekstern database. Den kan derfor have sproglige fejl eller mangler. Denne skabelon kan fjernes efter kontrol af indholdet. |

Sidste nat er en animationsfilm fra 1999 instrueret af Jarl Egeberg efter manuskript af Jarl Egeberg.

## Handling
En gammel og ensom kalif bor i et faldefærdigt palads. Han er under tøflen af sit harem, som består af en gruppe store kvinder, som snorker højt. En nat bliver det for meget for kaliffen, og han beslutter sig til at flygte. Han når kun til porten af paladset, da en flok røvere bryder ind. De vil stjæle kaliffens penge. Det lykkes ham i sidste sekund at henlede røveranførerens opmærksomhed på haremmet. Ved synet af kvinderne bliver røverne så kåde, at de jagter hele haremmet tilbage til soveværelset, hvorefter en solid fest udspiller sig. "Sidste nat" er en morsom historie om en mands søgen efter frihed og de forhindringer han må gå igennem for at opnå den.